# Notodiaptomus maracaibensis
Notodiaptomus maracaibensis је животињска врста класе Crustacea која припада реду Calanoida и фамилији Diaptomidae. 

## Угроженост
Ова врста се сматра рањивом у погледу угрожености врсте од изумирања.

## Распрострањење
Врста има станиште у Бразилу и Венецуели.

## Станиште
Станиште врсте су слатководна подручја.